# Zahumlanie

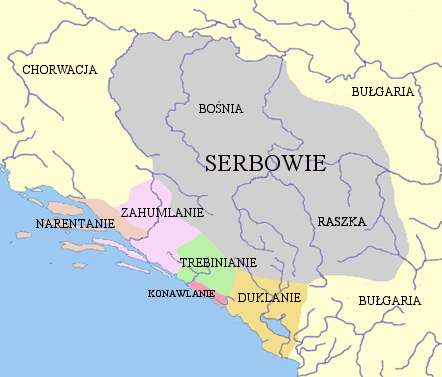
Plemiona serbskie w VII-IX wieku

Zahumlanie również Zahumljanie i Zachlumianie – plemię serbskie w I połowie VII wieku osiadłe w dolinie rzeki Neretwy na półwyspie Peljesač na północ od Dubrownika.
Nazwa plemienna Zahumlan ma charakter topograficzny – oznacza lud żyjący za hlumem – serb. хум (hum)/хумка (humka) "góra, pagórek, kopiec" (hlum – hulm/helm metateza, stąd polskie chełm – góra, tłumacząc na język współczesny tyle co zagórzanie) i pochodzi od Serbów zagorskich, sąsiadujących z Zahumlanami od północy przez góry Dynarskie. Na wschód od Zahumlan osiedlili się Trebinianie, a na wybrzeżu Konawlanie. Od zachodu graniczyli z nimi Narentanie.
Wedle przeważającego poglądu Zahumlanie należą do plemion powstałych w wyniku migracji Serbów po 626 roku z pogranicza polsko-czeskiego. Taką lokalizację pierwotnych siedzib Zahumlan zdaje się też potwierdzać Konstantyn VII Porfirogeneta, który pisze, że ród książąt humskich wywodził się znad Wisły. Możliwe również, że w powstaniu Zahumlan duży udział miały plemiona sklawińskie, które w latach 609-615 opuściły swe siedziby naddunajskie i osiedliły się na Bałkanach. Niewątpliwie już na Bałkanach doszło do wymieszania obydwu fal osadnictwa słowiańskiego. Głównym grodem Zahumlan był Ston.
Zahumlanie weszli w skład utworzonego przez Serbów zagorskich wielkiego związku plemiennego. W miarę stabilizowania się sytuacji plemion słowiańskich na ich nowych ziemiach związek na przestrzeni VIII wieku rozpadł się na szereg państw plemiennych. O ile jednak sąsiednie państwa Trebinian i Duklan dość szybko popadły w zależność od zagorskiej Serbii, o tyle państwo Zahumlan długo zachowywało samodzielność. Od XV wieku ziemie Zahumlan, zwane wcześniej Humem zaczęto określać jako Hercegowinę.